# Endothenia euryteles
Endothenia euryteles es una especie de polilla del género Endothenia, categorizada en la tribu Olethreutini, de la subfamilia Olethreutinae.

## Distribución
Se distribuye por el Congo.

## Taxonomía
Fue descrita por Meyrick en 1936 y publicada en (Laspeyresia), Exotic Microlepid. 5: 25.